# Carolinotettix
Carolinotettix är ett släkte av insekter. Carolinotettix ingår i familjen torngräshoppor.
Kladogram enligt Catalogue of Life:
| Carolinotettix | \| \| Carolinotettix montana \| \| \| \| \| \| Carolinotettix palauensis \| \| \| \| |
|                | \| \| Carolinotettix montana \| \| \| \| \| \| Carolinotettix palauensis \| \| \| \| |
|                | Carolinotettix montana                                                               |
|                |                                                                                      |
|                | Carolinotettix palauensis                                                            |
|                |                                                                                      |